# マツカサヤモリ
マツカサヤモリ（松毬守宮、学名：Teratolepis fasciata）は、爬虫綱有鱗目トカゲ亜目ヤモリ科マツカサヤモリ属に分類されるトカゲ。

## 分布
インド西部、パキスタン東部に分布する。

## 形態
全長7-8センチメートル。尾は太く大型の鱗が並び、和名の通り松かさのように見える。英名のCarrot-tailもこの尾の形状に由来する。
体色は灰褐色。種小名のfasciataは「縞模様の」の意で、その名の通り正中線に平行な黒い縦縞が入る。さらに縞の上には明色の斑点が入る。
ある程度の立体活動は行うが、四肢には踵下薄板が発達していないため垂直な壁等を登ることはできない。

## 生態
岩場や荒地に生息する。上記の理由により主に地表棲。夜行性で昼間は岩の隙間等に潜り込んで休む。
食性は肉食性で昆虫類や節足動物を食べる。
繁殖形態は卵生で1回に2個ずつの卵を1回の繁殖期に10数回に分けて産む。卵は40-50日程で孵化する。
ペットとして飼育されることもある。以前は高価だったが、産卵数が非常に多いため、日本国内でも大量に繁殖され、現在は価格が落ち着いた。
飼育は容易である。乾燥させた飼育環境で、数日に一度霧吹きをする。低温に強く、飼育環境は摂氏28度前後で問題ない。元々小型のヤモリな上に産卵数が非常に多いため、繁殖させる場合はメスに十分に栄養を与えるとともに幼体用のエサを確保する必要がある。